# Bleekkeelsluiptimalia
De bleekkeelsluiptimalia (Spelaeornis kinneari) is een zangvogel uit de familie Timaliidae (timalia's). Deze vogel is genoemd naar de Schotse zoöloog Norman Boyd Kinnear.

## Verspreiding en leefgebied
Deze soort is endemisch in noordelijk Vietnam.

## Status
De grootte van de populatie is niet gekwantificeerd maar de soort wordt omschreven als plaatselijk algemeen. Het verspreidingsgebied is echter erg klein en de populatie neemt af door habitatverlies. Op de Rode lijst van de IUCN heeft deze soort daarom de status kwetsbaar.